# Gościnne autorstwo
Gościnne autorstwo (ang. guest authorship) – przypisanie współautorstwa utworu osobie, która nie brała żadnego udziału w jego tworzeniu dzieła lub jej wkład nie był twórczy. Zjawisko to występuje głównie w środowisku naukowym. Jego inną nazwą jest autorstwo honorowe.
Jest to zjawisko uznawane za nieuczciwe. Dopisywanie bądź pomijanie osób tworzących dany utwór narusza prawa autorskie. 
Wzajemnie stosowane gościnne autorstwo pozwala na zwiększenie dorobku publikacyjnego. Stosowanie tego procederu jest przejawem punktozy. Grupy naukowców wzajemnie dopisujących się do swoich prac (często także wzajemnie się cytujących) określane są jako spółdzielnie lub papiernie.
Częstą sytuacją jest dopisywanie jako współautora osoby o większym dorobku naukowym, na przykład przełożonego lub promotora. Takie zjawisko może być zarówno wymuszone przez osobę z większym dorobkiem przez wykorzystanie swojej pozycji naukowej, jak i wystąpić na prośbę młodszego współpracownika w celu podniesienia rangi swojej pracy.
Jeśli dopisanie do listy współautorów odbywa się wbrew woli osoby dopisanej, zjawisko takie jest określanie jako autorstwo podarowane (ang. gift authorship). Takie zjawisko zazwyczaj ma na celu wykorzystanie renomy osoby o większym dorobku. Inną motywacją może być chęć zaszkodzenia takiej osobie poprzez dopisanie jej do pracy o słabej jakości bądź wręcz zawierającej błędy.
Może się zdarzyć, że pewne osoby uczestniczyły w tworzeniu pracy, jednak ich wkład nie miał charakteru twórczego. Mowa tutaj na przykład o pomocy w uzyskaniu funduszy lub w kwestiach administracyjnych. W takich przypadkach osoby te nie powinny być dopisywane do listy autorów. Zamiast tego można wymienić je w treści pracy, w dziale dotyczącym podziękowań.